# Wolfgang Erhardt Abt
Wolfgang Erhardt Abt (* 16. Jahrhundert in Coburg; † 1657 ebenda) war ein deutscher akademischer Chronist und Bürgermeister von Coburg.

## Leben
Wolfgang Erhardt Abt wurde 1615 als Advokat in Coburg zugelassen und wurde 1617 Stadtschreiber. In den 1640er Jahren als Bürgermeister von Coburg half er unter anderem 1632 bei der Befreiung Coburgs von Kaiserlichen Truppen.

## Schriften
- 1617 bis 1657:  privat: jahr: und gedechtnus bücher den der stadt coburg furnemblich ergangener jachen